# Rugby 7 masculino en los Juegos Asiáticos 2018
El Rugby 7 en los Juegos Asiáticos de 2018 se jugó entre el 30 de agosto y el 1 de septiembre de 2018 en el GBK Rugby Field, participaron 12 selecciones de Asia.
Hong Kong venció en la final a Japón para ganar la medalla de oro.

## Fase de grupos

### Grupo A
| Pos | Países    | Partidos | Partidos | Partidos | Partidos | Tantos | Tantos | Tantos | Pts |
| Pos | Países    | J        | G        | E        | P        | PF     | PC     | DP     | Pts |
| --- | --------- | -------- | -------- | -------- | -------- | ------ | ------ | ------ | --- |
| 1   | Hong Kong | 3        | 3        | 0        | 0        | 142    | 29     | +113   | 9   |
| 2   | China     | 3        | 2        | 0        | 1        | 110    | 49     | +61    | 7   |
| 3   | Tailandia | 3        | 1        | 0        | 2        | 57     | 76     | -19    | 5   |
| 4   | Pakistán  | 3        | 0        | 0        | 3        | 5      | 160    | -155   | 3   |

### Grupo B
| Pos | Países       | Partidos | Partidos | Partidos | Partidos | Tantos | Tantos | Tantos | Pts |
| Pos | Países       | J        | G        | E        | P        | PF     | PC     | DP     | Pts |
| --- | ------------ | -------- | -------- | -------- | -------- | ------ | ------ | ------ | --- |
| 1   | Japón        | 3        | 3        | 0        | 0        | 170    | 0      | +170   | 9   |
| 2   | Malasia      | 3        | 2        | 0        | 1        | 56     | 62     | -6     | 7   |
| 3   | China Taipéi | 3        | 1        | 0        | 2        | 51     | 74     | -23    | 5   |
| 4   | Indonesia    | 3        | 0        | 0        | 3        | 31     | 172    | -141   | 3   |

### Grupo C
| Pos | Países        | Partidos | Partidos | Partidos | Partidos | Tantos | Tantos | Tantos | Pts |
| Pos | Países        | J        | G        | E        | P        | PF     | PC     | DP     | Pts |
| --- | ------------- | -------- | -------- | -------- | -------- | ------ | ------ | ------ | --- |
| 1   | Corea del Sur | 3        | 3        | 0        | 0        | 124    | 31     | +93    | 9   |
| 2   | Sri Lanka     | 3        | 2        | 0        | 1        | 130    | 31     | +99    | 7   |
| 3   | Afganistán    | 3        | 1        | 0        | 2        | 41     | 78     | -37    | 5   |
| 4   | UAE           | 3        | 0        | 0        | 3        | 0      | 155    | -155   | 3   |

## Fase final

### Noveno puesto
| Pos | Países     | Partidos | Partidos | Partidos | Partidos | Tantos | Tantos | Tantos | Pts |
| Pos | Países     | J        | G        | E        | P        | PF     | PC     | DP     | Pts |
| --- | ---------- | -------- | -------- | -------- | -------- | ------ | ------ | ------ | --- |
| 9   | Afganistán | 3        | 3        | 0        | 0        | 94     | 19     | +75    | 9   |
| 10  | Pakistán   | 3        | 2        | 0        | 1        | 102    | 20     | +82    | 7   |
| 11  | Indonesia  | 3        | 1        | 0        | 2        | 65     | 55     | +10    | 5   |
| 12  | UAE        | 3        | 0        | 0        | 3        | 5      | 172    | -167   | 3   |

### Quinto puesto
|  | Copa de plata | Copa de plata | Copa de plata |       |         | Quinto puesto  | Quinto puesto  | Quinto puesto  |  |
|  |               |               |               |       |         |                |                |                |  |
|  |               |               |               |       |         |                |                |                |  |
|  | Malasia       | Malasia       | 33            |       |         |                |                |                |  |
|  | Malasia       | Malasia       | 33            |       |         |                |                |                |  |
|  | Tailandia     | Tailandia     | 12            |       |         |                |                |                |  |
|  | Tailandia     | Tailandia     | 12            |       | Malasia | Malasia        | 12             |                |  |
|  |               |               |               |       | Malasia | Malasia        | 12             |                |  |
|  |               |               | China         | China | 7       |                |                |                |  |
|  | China         | China         | China         | China | 7       | 38             |                |                |  |
|  | China         | China         |               |       |         | 38             |                |                |  |
|  | China Taipéi  | China Taipéi  | 7             |       |         | Séptimo puesto | Séptimo puesto | Séptimo puesto |  |
|  | China Taipéi  | China Taipéi  | 7             |       |         | Séptimo puesto | Séptimo puesto | Séptimo puesto |  |
|  |               |               |               |       |         |                |                |                |  |
|  |               |               |               |       |         | China Taipéi   | China Taipéi   | 24             |  |
|  |               |               |               |       |         | China Taipéi   | China Taipéi   | 24             |  |
|  |               |               |               |       |         | Tailandia      | Tailandia      | 19             |  |
|  |               |               |               |       |         | Tailandia      | Tailandia      | 19             |  |
|  |               |               |               |       |         |                |                |                |  |

#### Fase final
|  | Cuartos de final | Cuartos de final | Cuartos de final |               |           | Semifinales | Semifinales | Semifinales |               |               | Copa         | Copa         | Copa |  |
|  |                  |                  |                  |               |           |             |             |             |               |               |              |              |      |  |
|  |                  |                  |                  |               |           |             |             |             |               |               |              |              |      |  |
|  | Hong Kong        | Hong Kong        | 52               |               |           |             |             |             |               |               |              |              |      |  |
|  | Hong Kong        | Hong Kong        | 52               |               |           |             |             |             |               |               |              |              |      |  |
|  | Tailandia        | Tailandia        | 0                |               |           |             |             |             |               |               |              |              |      |  |
|  | Tailandia        | Tailandia        | 0                |               | Hong Kong | Hong Kong   | 19          |             |               |               |              |              |      |  |
|  |                  |                  |                  |               | Hong Kong | Hong Kong   | 19          |             |               |               |              |              |      |  |
|  |                  |                  | Corea del Sur    | Corea del Sur | 7         |             |             |             |               |               |              |              |      |  |
|  | Corea del Sur    | Corea del Sur    | Corea del Sur    | Corea del Sur | 7         | 40          |             |             |               |               |              |              |      |  |
|  | Corea del Sur    | Corea del Sur    |                  |               |           |             |             |             |               |               |              |              |      |  |
|  | Malasia          | Malasia          | 5                |               |           |             |             |             |               |               |              |              |      |  |
|  | Malasia          | Malasia          | 5                |               |           |             |             |             |               | Hong Kong     | Hong Kong    | 14           |      |  |
|  |                  |                  |                  |               |           |             |             |             |               | Hong Kong     | Hong Kong    | 14           |      |  |
|  |                  |                  | Japón            | Japón         | 0         |             |             |             |               |               |              |              |      |  |
|  | Japón            | Japón            | Japón            | Japón         | 0         | 43          |             |             |               |               |              |              |      |  |
|  | Japón            | Japón            |                  |               |           |             |             |             |               |               |              |              |      |  |
|  | China Taipéi     | China Taipéi     | 0                |               |           |             |             |             |               |               |              |              |      |  |
|  | China Taipéi     | China Taipéi     | 0                |               | Japón     | Japón       | 12          |             |               | Tercer lugar  | Tercer lugar | Tercer lugar |      |  |
|  |                  |                  |                  |               | Japón     | Japón       | 12          |             |               | Tercer lugar  | Tercer lugar | Tercer lugar |      |  |
|  |                  |                  | Sri Lanka        | Sri Lanka     | 10        |             |             |             |               |               |              |              |      |  |
|  | Sri Lanka        | Sri Lanka        | Sri Lanka        | Sri Lanka     | 10        | 17          |             |             | Corea del Sur | Corea del Sur | 36           |              |      |  |
|  | Sri Lanka        | Sri Lanka        |                  |               |           |             |             |             | Corea del Sur | Corea del Sur | 36           |              |      |  |
|  | China            | China            | 12               |               |           |             |             |             |               |               | Sri Lanka    | Sri Lanka    | 14   |  |
|  | China            | China            | 12               |               |           |             |             |             |               |               | Sri Lanka    | Sri Lanka    | 14   |  |
|  |                  |                  |                  |               |           |             |             |             |               |               |              |              |      |  |